# Luternau

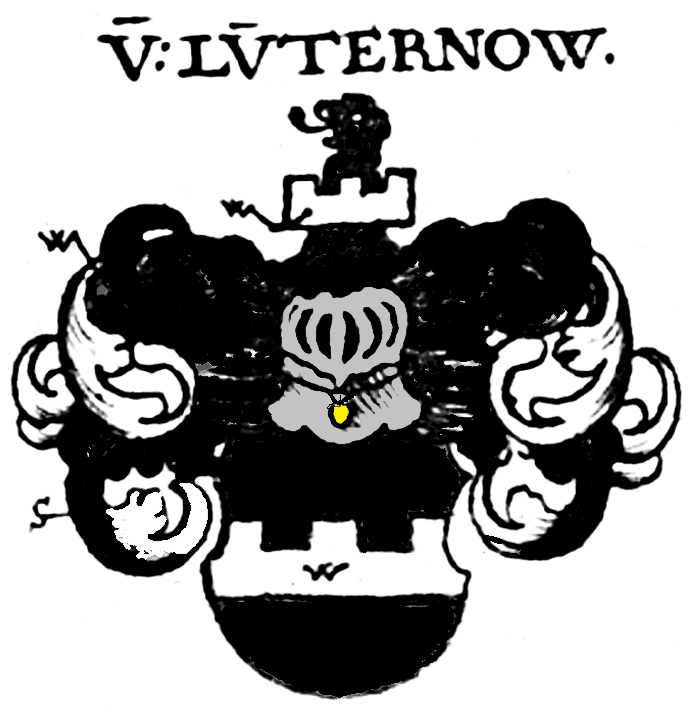
Wappen derer von Luternow in Siebmachers Wappenbuch (nachkoloriert)

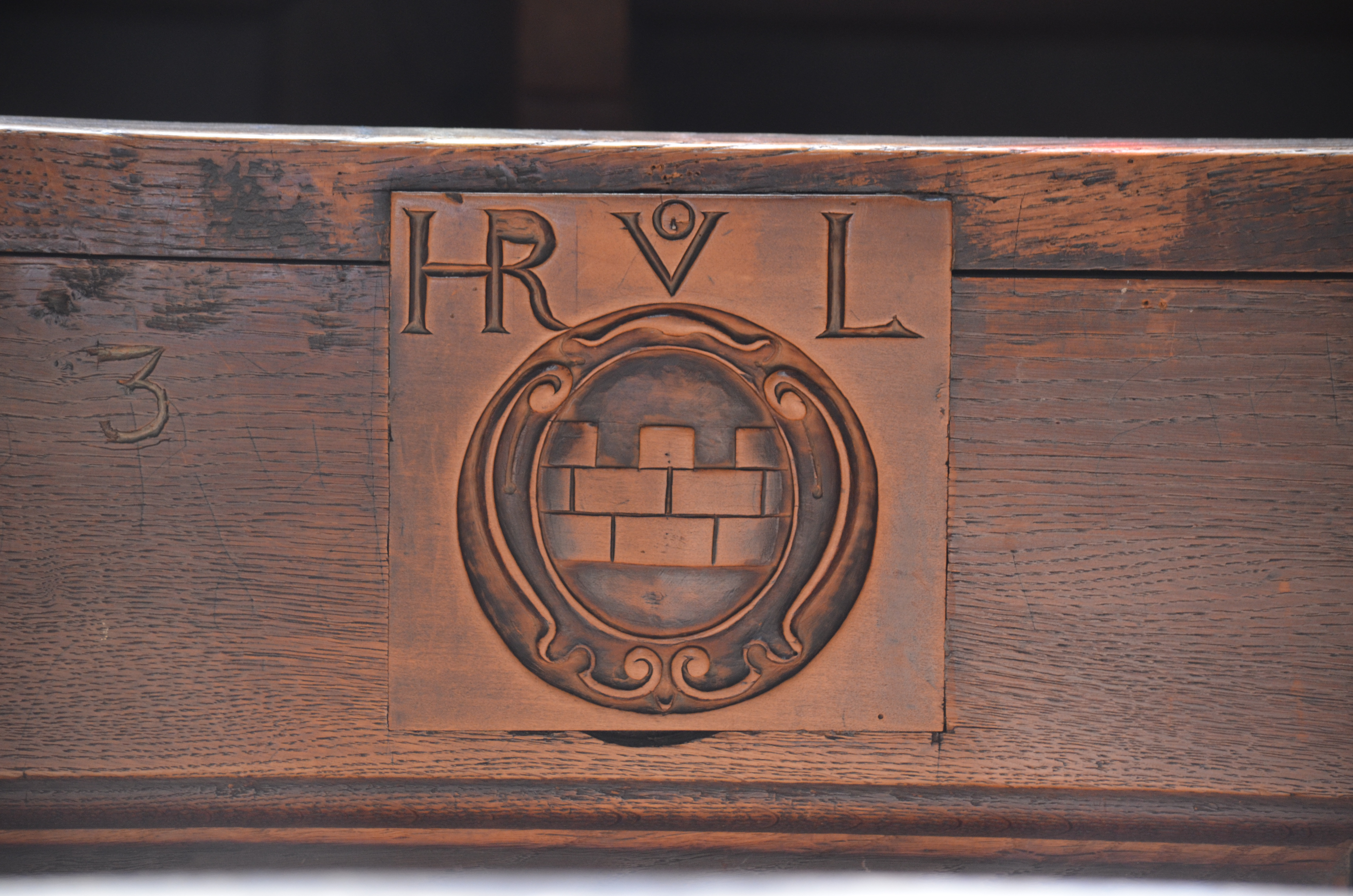
Berner Münster, Kirchenortschild Hans Rudolf von Luternau

Die Familie von Luternau (auch Luternow) ist ein Schweizer Adelsgeschlecht. Die Herren von Luternau waren eine  kyburgische und habsburgische Ministerialenfamilie. Ursprungsort und namensgebende Gemeinde ist Luthern im Kanton Luzern in der Schweiz. Ab der frühen Neuzeit gehörten die Luternau zum Berner Patriziat, ihre Titulatur lautete seit 1669 wie bei den anderen fünf altadeligen Geschlechtern wohledelvest.

## Geschichte
1226 wird die Familie mit Werner I. von Luternau erstmals urkundlich erwähnt, als er zusammen mit einem Ritter Elmigrin das Kloster St. Urban überfiel, übel darin hauste und auch dessen Güter in Langenthal verheerte. Der Bischof von Konstanz, Konrad II. von Tegerfelden, warf ihn in den Kirchenbann, worauf er reuig wurde und sich mit dem Konvent versöhnte. Seine Ehefrau Ata von Grünenberg, deren Eltern nicht gewiss sind, schenkte der Abtei zur Sühne das Gut Schlatt bei der Kaltenherberge bei Roggwil BE, das dem Ausbau des Wässersystems im Langetental noch hinderlich gewesen war. Trotzdem kamen das Kloster und die vorherrschenden Grundherren, die Freiherren von Grünenberg, nicht zur Ruhe. Werners Söhne Burkhard, Rudolf I. und Werner II. akzeptierten die Versöhnung ihrer Eltern mit dem Kloster nicht, überfielen und brandschatzten 1255 St. Urban erneut. 
1277 verkauften sie den Zisterziensern sämtliche Rechte und Güter in Langenthal, der Marktort wurde fortan vom Kloster und den Freiherren von Grünenberg einvernehmlich verwaltet. Der Konflikt um die Vorherrschaft in Langenthal gründete auf Ansprüche am Erbe der ausgestorbenen Freiherren von Langenstein: ein urkundlich nicht fassbarer Heinz von Luternau sei mit einer Idda von Langenstein verheiratet gewesen.
Rudolf und Ulrich von Balm, Ulrich und Markward von Grünenberg, Cuno von Rüti und Werner und Rudolf von Luternau schenkten 1259 dem Johanniterhaus Thunstetten ihren Kirchensatz zu Lotzwil, den sie gemeinsam besassen.
Im 13. und 14. Jahrhundert stand die Familie im Dienst der Kyburger und der Habsburger. Sie besass Grundherrschaften im heutigen Luzerner Hinterland. Rudolfs I. Enkel Petermann (1385–1430) kam durch seine Heirat mit Margaretha von Liebegg zu den Herrschaften Liebegg und Schöftland.
Anfang des 15. Jahrhunderts war die Familie im Besitz der Burgrechte in Aarau, Zofingen, Willisau, Sursee und Luzern. 1429 erhielt die Familie das Burgrecht in Bern.
1602 verkaufte die Familie ihren Stammsitz Liebegg und 1653 die Herrschaft Schöftland. Im  17. Jahrhundert erlosch der Zweig in Biel. Der ältere Hauptzweig blieb bis zum Franzoseneinfall 1798 im Berner Grossen Rat vertreten. Einige Familienmitglieder übernahmen Offizierspatente in Bern, Holland, Frankreich und Piemont.
1901 starb das Geschlecht mit dem Tod von Friedrich von Luternau in Bern aus. Ein Zweig der Familie lebt heute in Texas.

## Personen
- Werner von Luternau, der 1226 erstmals urkundlich erwähnte Namensträger
- Petermann (1385–1430), Burger von Luzern, Herr zu Kasteln, Liebegg und Schöftland

### Älterer Hauptzweig (Liebegg / Belp)
- Rudolf von Luternau († 1467), Burger von Bern, Herr zu Liebegg, Mitherr zu Kasteln
- Henmann von Luternau († 1480), Deutschordenskomtur von Sumiswald
- Hans Rudolf von Luternau († 1511/15), Herr zu Liebegg
- Andreas von Luternau († 1521), Propst Mauritiusstift Zofingen
- Augustin von Luternau (1527–1563), Freiherr zu Belp, 1527 im Grossen Rat von Bern, 1536 bis 1540 Landvogt in Chillon, 1547 bis 1552 Landvogt in Gex
- Friedrich von Luternau (1624–1673), Hauptmann Erster Villmergerkrieg, 1651 Grosser Rat Bern, 1657 bis 1663 Landvogt von Romainmôtier, 1669 Mitglied Kleiner Rat Bern
- Sebastian von Luternau (1620–1692), Teilnahme Schlacht bei Rocroi, Major Schweden bis 1648, 1658 Regiment Weiss, 1657 Grosser Rat Bern, 1675 bis 1681 Landvogt Oron
- Johann Rudolf von Luternau, 1729 Mitglied Kleiner Rat Bern
- Rudolf von Luternau (1769–1849), 1798 Artillerieoffizier Schlacht von Neuenegg, 1804 Oberst Berner Artillerie, 1809 eidg. Generalinspektor Artillerie, 1816 bis 1831 Kleiner Rat Bern
- Friedrich von Luternau (1802–52), Mitglied Grosser Rat Bern
- Friedrich von Luternau (1834–1901), Registrator eidgenössisches Kriegskommissariat
- Karl Heinrich Gottfried von Luternau (1842–1919), Pfarrer, Auswanderung nach Elmhurst (Illinois)

### Jüngerer Hauptzweig (Schöftland)
- Johann Ulrich von Luternau (1433–1474), Herr zu Kasteln und Schöftland[3]
- Sebastian von Luternau (1450–1511), Herr zu Kasteln, Schöftland und Villnachern, mehrmals Schultheiss von Aarau
- Hieronymus von Luternau († 1594), Seckelmeister von Solothurn
- Beat von Luternau, Schultheiss zu Aarau
- Christoph von Luternau (1582–1658), Herr zu Schöftland (verkauft an Wolfgang von Mülinen), Oberst
- Valentin von Luternau (1583–1634), Seckelmeister von Biel

## Wappen
Blasonierung: In Schwarz ein silberner Zinnenbalken. Auf dem Helm mit schwarz-silbernen Helmdecken eine schwarzer Brackenkopf, belegt mit dem silbernen Zinnenbalken. 